# Devinn Lane
Devinn Lane (Newport Beach, California; 28 de marzo de 1972) es una actriz y realizadora pornográfico estadounidense. Su carrera como actriz se ha desarrollado principalmente entre el año 1999 y el año 2004.

## Biografía

### Inicios
Muy joven, con apenas 16 años, Devinn queda embarazada. Decide entonces trabajar como estríper para poder mantener a su hijo. En 1996, cuando ya lleva casi seis años trabajando le ofrecen posar en diversas revistas masculinas. Aparece así en Premiere, Stuff o LA Weekly.

### Carrera como actriz porno
En 1999 rueda su primera película realizando una escena lésbica. Este tipo de escenas, serían las únicas que protagonizaría durante los cuatro primeros años de su carrera. Ese mismo año Wicked se fija en ella y le ofrece un contrato en exclusiva. En octubre es la pet del mes de la revista Penthouse. En 2003 su contrato es renovado. La renovación incluye el salto hacia escenas heterosexuales. En 2005, finalizado el contrato decide dejar las actuaciones para enfocar su carrera hacia la dirección.

### Carrera como directora
Devinn Lane debuta como directora en 2002 cuando aún era una Wicked girls en Devinn Lane Show 1: Forbidden Zone. Hasta 2005, de hecho, compaginaría la faceta como actriz con su faceta de realizadora.
Ya desvinculada de Wicked ficha en un primer momento por Shane's World, una productora totalmente diferente a la de toda su vida y enfocada hacia un porno más gonzo y cercano. Dirige así : Shane's World: Jamaican Vacation (2006) y Slumber Party 20 (2006).
Desde 2007 es una freelance, lo que le ha permitido trabajar para diversas productoras como Metro, Sin City o New Sensations.

## Premios
Premios AVN
- 2000 Mejor Escena de masturbación por In Style
- 2002 Mejor Actriz por Breathless